# Бугославский, Сергей Алексеевич
Сергей Алексеевич Бугославский (20 июня [2 июля] 1888, Чернигов — 14 января 1946, Москва) — историк русской литературы; музыковед

 и композитор. Доктор искусствоведения (1940).

## Биография
Родился 20 июня (2 июля) 1888 года в Чернигове, в семье учителя гимназии Алексея Георгиевича Бугославского (1858—?).
В 1907 году окончил с серебряной медалью 2-ю киевскую классическую гимназию и, одновременно, Киевское музыкальное училище Российского музыкального общества. В 1912 году окончил историко-филологический факультет Киевского университета; оставлен при университете и до 1914 года был профессорским стипендиатом — ученик В. Н. Перетца. В 1915 году был назначен приват-доцентом Московского университета, где до мая 1917 года вёл специальные курсы по критике текста, древнерусской агиографии и истории русского летописания. В 1916 году получил степень магистра.
В 1917—1922 годах преподавал сначала в Ялтинской, затем в Симферопольской консерваториях.
С октября 1919 года — доцент Таврического университета. В 1921—1922 гг. — профессор факультета общественных наук Крымского университета; читал специальный курс по истории русской литературы о летописях и курс славяно-русской палеографии.
С 1922 года жил и работал в Москве, был профессором Высшего литературно-художественного института им. В. Я. Брюсова и Московского университета. Также вёл курс музыкальной этнографии в Коммунистическом университете трудящихся Востока. В 1925—1929 года был музыкальным руководителем «Радиопередачи» и преподавателем музыкального техникума. В 1928 году для изучения опыта музыкального радиовещания в течение месяца был в заграничной командировке (Берлин, Милан и Турин). В 1930—1936 годах — музыкальный консультант «Межрабпомфильма».
С 1936 года был членом Московского горкома Союза советских композиторов и лектором Московской государственной филармонии.
В 1939—1945 годах — старший научный сотрудник по секции древнерусской литературы ИМЛИ: был принят 16 мая 1939 года при содействии профессора Н. К. Гудзия; после эвакуации института в октябре 1941 г. в Ташкент временно выбыл из числа его сотрудников; 1 апреля 1943 года возобновил работу в институте, возглавив группу по собиранию и изучению устного народного творчества периода Великой Отечественной войны. В декабре 1944 года за лекционную работу в воинских частях и госпиталях был награждён медалью «За оборону Москвы».
Умер 14 января 1946 года .

## Научные исследования
Занимался исследованием памятников древнерусской литературы и фольклора. В 1911 году за работу «Сказание о святых князьях Борисе и Глебе, приписываемое мниху Иакову (XI в.): Опыт критики текста памятника по 138 спискам» был награждён золотой медалью и премией им. Н. И. Пирогова Киевского университета.
Подготовил к изданию памятники о святых Борисе и Глебе. Издание памятников борисоглебского цикла было начато в 1914 году в «Киевских университетских известиях» и было окончено изданием книги «Украïно-руськи пам'ятки XI-XVIII вв. про князiв Бориса та Глiба» (Киев, 1928). Обобщающим трудом стала его докторская диссертация «Древнерусские литературные произведения о Борисе и Глебе», которую Бугославский защитил 16 января 1940 года в ИМЛИ. Опираясь на анализ 255 рукописей, он попытался установить первоначальные тексты анонимного «Сказания, и страсти, и похвалы святую мученику Бориса и Глеба» и «Чтения о житии и погублении блаженную страстотерпцу Бориса и Глеба» Нестора-летописца. Бугославский считал, что «Сказание», положившее начало самобытному русскому литературному жанру княжеского жития, было создано при жизни князя Ярослава Мудрого на основании летописной повести. В конце XI века на основе записей чудес, которые велись при церкви в Вышгороде, было составлено «Сказание чудес святою страстотерпцу Христову Романа и Давида», присоединенное к анонимному «Сказанию». К этому же времени, по мнению Бугославского, относится написание службы и паремийных чтений, посвященных князьям Борису и Глебу. Работа по дополнению анонимного «Сказания» новыми чудесами была продолжена двумя авторами, один из которых писал около 1108 года, другой — между 1115 и 1125 гг. Вскоре после 1108 года монах Киево-Печерского монастыря Нестор, используя материал анонимного «Сказания» и «Сказания о чудесах», а также летописной статьи 6523 (1015) г., написал «Чтение о Борисе и Глебе». В XII веке на основе летописи и анонимного «Сказания» начали составляться проложные жития святых князей. В XV веке возник духовный стих о святых, передававшийся в устной традиции и записанный значительно позже (списки XVIII в.). В приложении к диссертации были помещены текст летописного рассказа, проложные статьи, паремийное чтение, духовный стих о святых князьях.
Как композитор, написал около 80 песен, хоры, пьесы для фортепиано и другие камерные произведения. Он является автором симфонии с хором «Пушкин», сюиты «Песенный рассказ о таджиках», романсов, музыки к фильму «Праздник святого Йоргена» и др. В ОР ИМЛИ (Ф. 573. — Оп. 1. — Ед. хр. 35) хранятся записи романсов, написанных Бугославским на стихи И. Ф. Анненского («Бронзовый поэт», «Листы», «Для чего, когда сны изменили», «Когда под чёрными крылами», «Зимний романс», «Август», «Сентябрь», «Ветер», «Трактир жизни», «Зимние лилии» и др.).